# Leperina seposita
Leperina seposita là một loài bọ cánh cứng trong họ Trogossitidae. Loài này được Olliff miêu tả khoa học năm 1886.